# Tynaarlo
Tynaarlo és un municipi de la província de Drenthe, al nord-est dels Països Baixos. L'1 de gener del 2009 tenia 32.278 habitants repartits sobre una superfície de 147,65 km² (dels quals 3,97 km² corresponen a aigua).

## Centres de població
| Nucli             | Població | Nucli           | Població | Nucli     | Població |
| ----------------- | -------- | --------------- | -------- | --------- | -------- |
| Eelde-Paterswolde | 10.744   | De Groeve       | 459      | De Punt   | 228      |
| Zuidlaren*        | 10.410   | Donderen        | 430      | Bunne **  | 216      |
| Vries             | 4465     | Midlaren        | 362      | Taarlo    | 117      |
| Tynaarlo          | 1754     | Zeegse          | 339      | Winde     | 106      |
| Yde               | 888      | Zuidlaarderveen | 329      | Oudemolen | 89       |
| Zeijen            | 737      | Eelderwolde     | 302      |           |          |

## Política
Resultats de les eleccions locals de 2006 i generals de 2003
| Partit            | Generals 2003 | Locals 2006 |
| ----------------- | ------------- | ----------- |
|                   | en %          | en %        |
| Total             | 86,3          | 68,1        |
| PvdA              | 33,3          | 26,2        |
| VVD               | 23,9          | 7,3         |
| Gemeentebelangen  | -             | 12,5        |
| Leefbaar Tynaarlo | -             | 11,9        |
| GroenLinks        | 5,7           | 11,7        |
| CDA               | 19,3          | 9,8         |
| D66               | 5,4           | 6,1         |
| SP                | 4,4           | -           |
| LPF               | 3,9           | -           |
| ChristenUnie      | 2,4           | 4,5         |
| SGP               | 0,1           | -           |